# Rue Mouffetard
Koordinaten: 48° 51′ N, 2° 21′ O
Die Rue Mouffetard (franz. volkstümlich: La Mouffe) ist eine der ältesten Straßen von Paris und zählt zu den bekanntesten Sehenswürdigkeiten der Stadt. Sie befindet sich im 5. Arrondissement zwischen der Place de la Contrescarpe im Norden und der Rue Censier im Süden, hat eine Länge von 650 Metern und ist sieben Meter breit.

## Name und Geschichte
Der Name Mouffetard leitet sich vermutlich vom Wort mofette für übelriechende Ausdünstungen ab. Der unangenehme Geruch kam vom früheren Flusslauf der nahen Bièvre, die heute dort im Untergrund verläuft. Die erste urkundliche Erwähnung der Straße erfolgte im Jahr 1254, als entlang der Straße ein Weg von Lutetia (früherer Name von Paris) über Lugdunum (Lyon) bis nach Rom führte. Seit dem 18. Juli 1724 befindet sich die Straße innerhalb der Stadtgrenzen, als König Ludwig XV. die Grenzen von Paris festlegte. Aufgrund der Lage auf einem Hügel wurde die Umgebung der Straße in den Umbauplänen Haussmanns nicht berücksichtigt, wodurch sie ihren mittelalterlichen Charakter bewahren konnte. Am 24. Mai 1938 wurde bei Bauarbeiten an der Rue Mouffetard 53 ein aus 3210 Münzen bestehender Goldschatz aus der Zeit Ludwigs XV. gefunden.

## Bauwerke

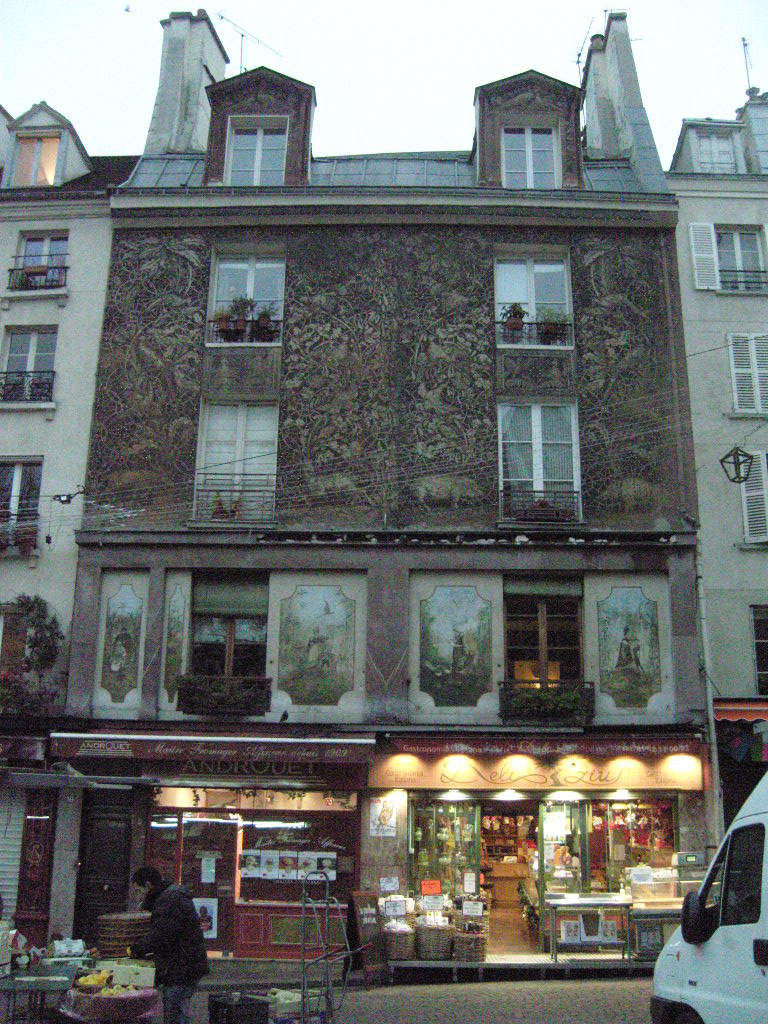
Ein verziertes Haus in der Rue Mouffetard

Entlang der Rue Mouffetard befinden sich zahlreiche Häuser aus dem 16. bis 18. Jahrhundert. An der Kreuzung mit der Rue du Pot de Fer steht der unter Marie de Médicis errichtete Brunnen Pot de Fer aus dem Jahr 1624, umgestaltet im Jahr 1671.
Im Süden der Straße steht die Kirche Saint-Médard. Sie wurde zum ersten Mal im Jahr 1163 urkundlich erwähnt und im 16. Jahrhundert im Stil der Renaissance weitgehend neu gebaut. Im Jahr 1784 wurde die Marienkapelle angebaut. Im 18. Jahrhundert wurde die Kirche zum Treffpunkt der Konvulsionäre von Saint-Médard, einer fanatischen Bewegung der Jansenisten.

## Sonstiges
Die Straße ist eine typische Marktstraße mit zahlreichen Marktständen und Gastronomiebetrieben. Der Philosoph der französischen Aufklärung und Herausgeber der Encyclopédie Denis Diderot zog mit seiner Familie im Jahre 1746 von der Rue Traversière, im April gleichen Jahres weiter in die n° 6 Rue Mouffetard ebenfalls 5. Arrondissement. In der Nähe wohnte der Polizeioffizier François-Jacques Guillotte, der ein Freund Diderots wurde.